# Drot
Dropt
Le Drot ou Dropt (prononcé [dʁo] ; occitan : Dròt) est une rivière du Sud-Ouest de la France et un affluent droit de la Garonne, en région Nouvelle-Aquitaine.

## Hydronymie

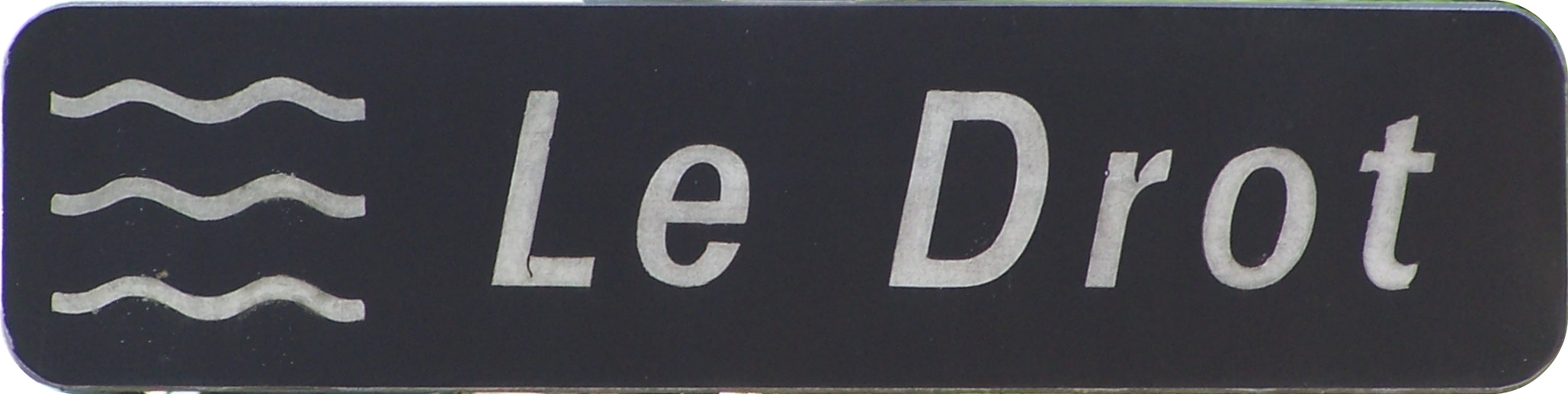
Panneau indiquant « Drot » à Bagas.

La rivière est documentée sous les formes latines Drotius (1168), Drucum (1554), Dirsus (1743), Drogatus (1844) et romanes Droth (1004), Drot (1053), Droz (1095)… C'est au XVIIIe siècle, qu'a été introduite la graphie Dropt avec un p non étymologique (comme dans Rupt), probablement une hypercorrection par un cartographe du roi.
L'analyse des formes anciennes montre que le nom historique de la rivière est bien le Drot, d'une racine préceltique *dur- 'rivière'. 
Le Dictionnaire géographique et administratif de la France (édition de 1892) met en garde : « Aucune des anciennes formes latines : Drotius, Drucum  ou françaises : Droth (1004), Drot (1053), Droz (1095), n’autorise le p dont on affuble souvent le nom de cette rivière en l’écrivant Dropt ».
Aujourd'hui les deux graphies Drot et Dropt cohabitent. On observe que les noms de communes anciens sont fondés sur Drot (Caudrot, Capdrot) alors que les extensions récentes « -sur-Dropt » reprennent la forme Dropt privilégiée au début du XXe siècle, et que l'organisme gestionnaire porte le nom d'Épidropt.
En occitan, la rivière se nomme Dròt.

## Géographie
De 132,4 km de longueur, le Drot naît près de Capdrot en Dordogne (Cap-Drot signifiant « tête du Drot ») à une altitude de 160 m. Son bassin s'étend sur 1 300 km2 environ dans le massif compris entre les grandes vallées du Lot et de la Dordogne (Guyenne).
Il se jette dans la Garonne aujourd'hui à Caudrot en Gironde (Cau-Drot : 'queue du Drot'), à une altitude de 6 m, en aval de La Réole. Il y a peu encore, le Drot confluait un méandre plus tôt, à Casseuil.

### Départements et principales villes traversées
- Dordogne : Monpazier, Gaugeac, Eymet
- Lot-et-Garonne : Villeréal, Castillonnès, Duras, Allemans-du-Dropt
- Gironde : Monségur, Gironde-sur-Dropt

### Hydrographie

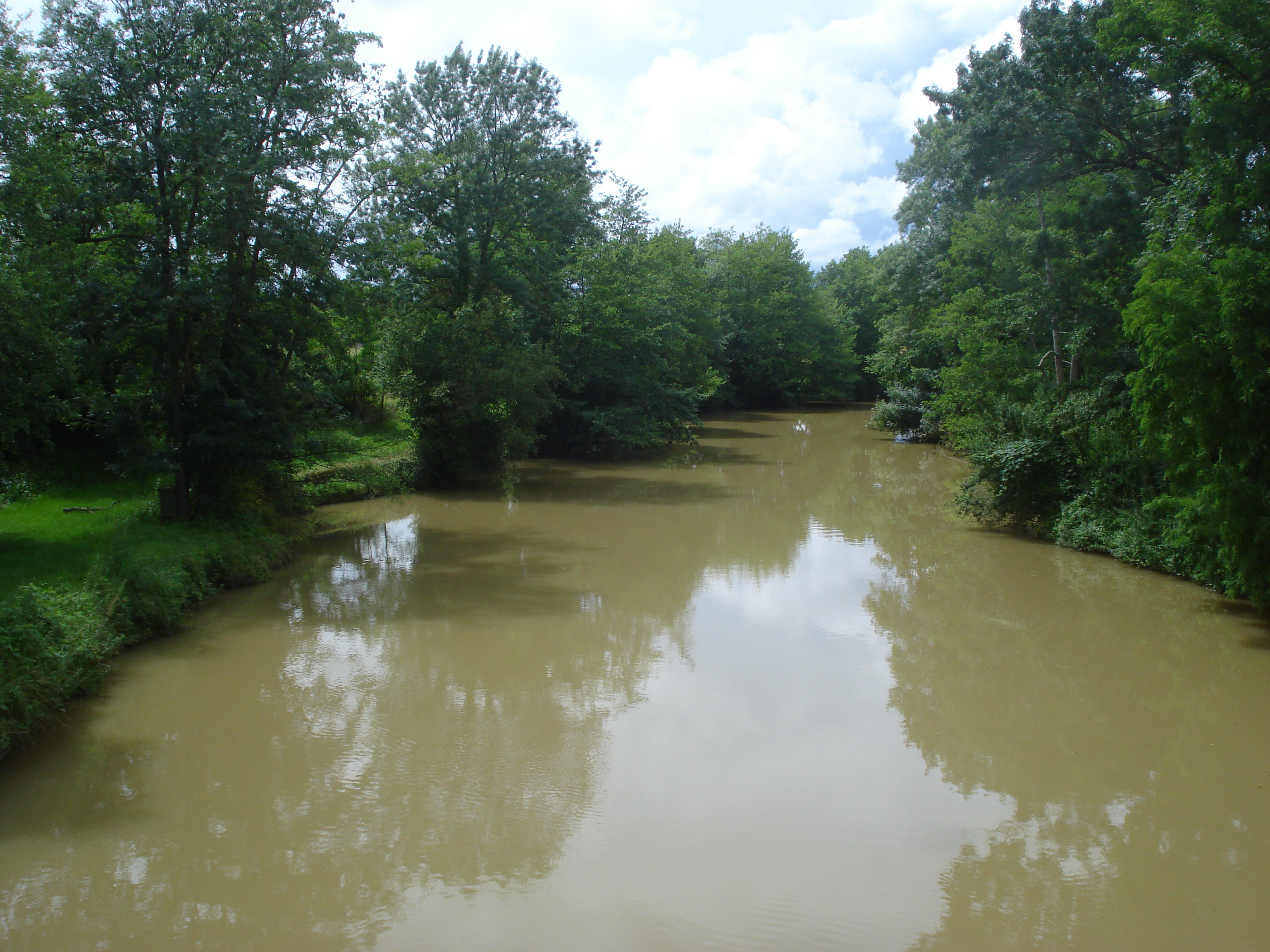
Le Drot à Monségur.

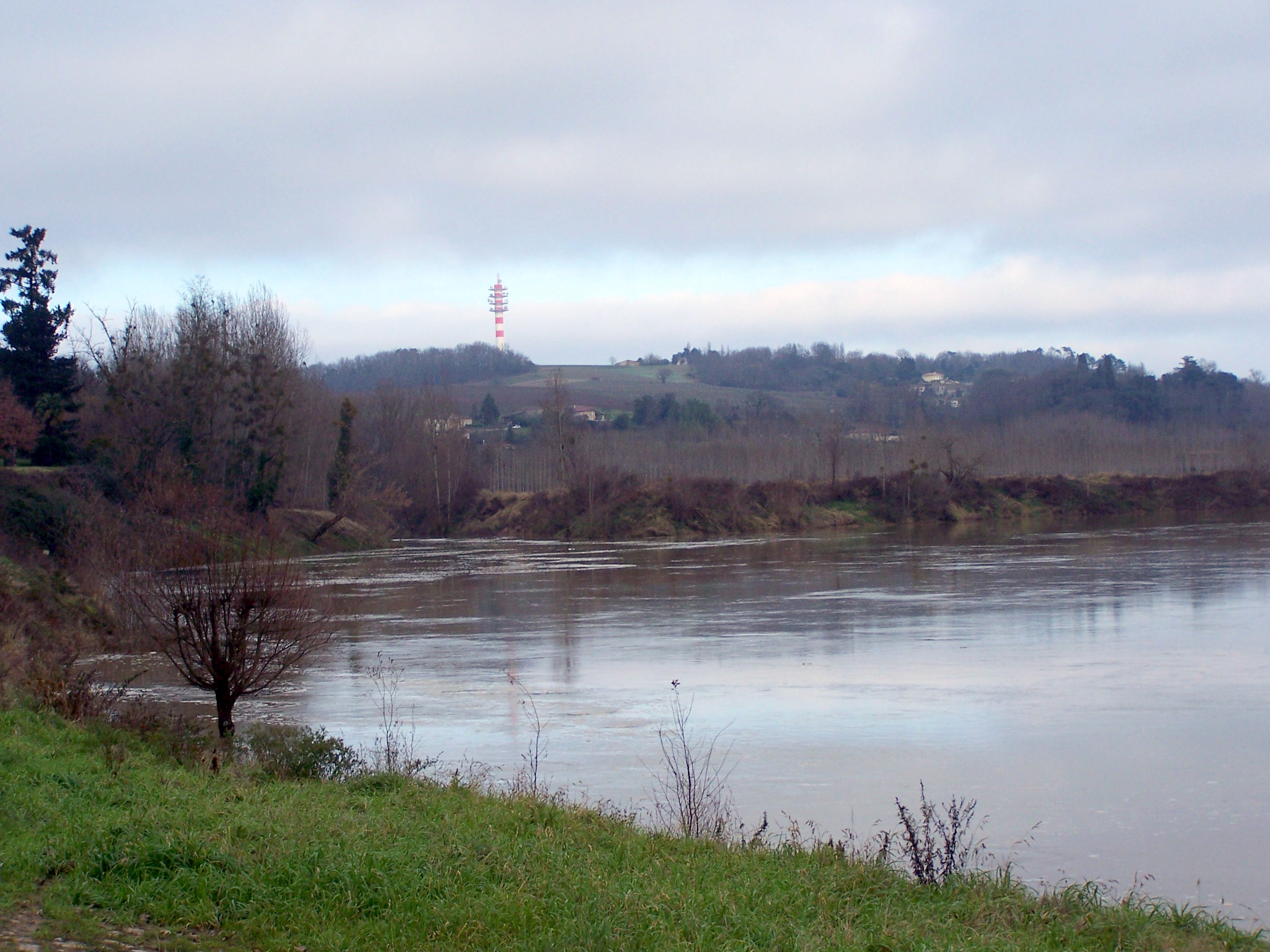
Le confluent du Drot et de la Garonne à Caudrot.

Pour les besoins de l'agriculture, un aménagement du bassin a été réalisé avec création sur des affluents de lacs réservoirs d'une capacité totale de 15 100 000 m3. Ces réserves permettent également de soutenir les étiages d'été et d'atténuer les crues d'automne et de printemps.

### Principaux affluents
- (D) Le Brayssou : 13,7 km
- (D) La Bournègue : 20,3 km, en provenance de Nojals-et-Clotte
- (G) La Douyne de Tourette : 12,1 km
- (G) La Douyne : 13,8 km
- (D) La Banège : 17,6 km qui arrose Issigeac
- (D) Le ruisseau du Réveillou : 9,8 km
- (D) L'Escourou ou Lescouroux : 15,8 km en amont de La Sauvetat-du-Dropt
- (D) Le ruisseau de Malromé : 10,7 km
- (G) La Dourdenne, ou Dourdène : 24,1 km qui arrose Miramont-de-Guyenne
- (D) La Dourdèze : 19,9 km à Duras
- (D) Le ruisseau de Dousset : 10,9 km
- (G) L'Andouille : 12,1 km
- (D) Le Ségur : 15,1 km
- (D) La Vignague : 25,4 km qui arrose Sauveterre-de-Guyenne

(D) rive droite ; (G) rive gauche.

### Organisme gestionnaire
L'organisme gestionnaire pour l'ensemble du bassin versant sur les trois départements est le syndicat mixte Épidropt, dont le siège social est implanté à Allemans-du-Dropt.

## Hydrologie

### Risque inondation
À l'intérieur du département de la Dordogne, un plan de prévention du risque inondation (PPRI) a été approuvé en 2015 pour cinq communes riveraines du Dropt, de Plaisance jusqu'à Eymet : Eymet, Plaisance, Razac-d'Eymet, Saint-Aubin-de-Cadelech et Serres-et-Montguyard.
À l'intérieur du département de la Gironde, dix-sept  plans de prévention du risque inondation (PPRI) individuels ont été approuvés en 2001 pour toutes les communes riveraines du Dropt depuis Taillecavat jusqu'à Morizès :
- Bagas[13],[14] ;
- Camiran[15],[16] ;
- Cours-de-Monségur[17],[18] ;
- Coutures[19],[20] ;
- Dieulivol[21],[22] ;
- Les Esseintes[23],[24] ;
- Landerrouet-sur-Ségur[25],[26] ;
- Loubens[27],[28] ;
- Mesterrieux[29],[30] ;
- Monségur[31],[32] ;
- Morizès[33],[34] ;
- Neuffons[35],[36] ;
- Le Puy[37],[38] ;
- Roquebrune[39],[40] ;
- Saint-Martin-de-Lerm[41],[42] ;
- Saint-Sulpice-de-Guilleragues[43],[44] ;
- Taillecavat[45],[46].

## Environnement
Le bassin hydrographique du Drot constitue un site important pour deux espèces animales  :
- le vison d'Europe, mammifère (mustélidé) dont la situation actuelle est extrêmement préoccupante (seuls 7 départements du Sud-Ouest semblent encore occupés par l'espèce) ;
- le toxostome, poisson (cyprinidé) au statut coté « vulnérable » en France.

## Patrimoine
- Patrimoine historique : les bastides du Drot :

Le Drot matérialise du XIIIe siècle au XVe siècle la frontière - que l'historien Ch. Higounet a qualifiée de « frontière de tension » - entre fiefs des puissants comtes de Toulouse et des ducs d'Aquitaine - rois d'Angleterre. Les deux camps adoptent une stratégie de jalonnements frontaliers par la création de villes nouvelles sur le Drot, des « bastides » : bastides françaises de Castillonnès (1259), Villeréal (1267), Eymet (1270), bastides anglaises de Monségur (1265), Monpazier (1284).
- Patrimoine fluvial : les moulins du Drot  :

Le Drot compte 66 barrages pour 75 moulins, dont certains fortifiés (moulin de Bagas). Les moulins encore en activité sont rares (trois ou quatre) : dépouillés de leurs machines, la plupart ont été transformés après restauration en résidences principales ou secondaires.
En aval d'Eymet, les barrages comportent des écluses, vestiges de l'époque où le Drot était navigable (le conventionnel Joseph Lakanal en fut maître d'œuvre pendant la période révolutionnaire). En effet le Drot fait partie des affluents de la Garonne qui ont été contraints d'abandonner leurs activités commerciales navigables à cause de l'expansion des chemins de fer, tout comme la Save ou le Tarn.